# 1935-ös magyar gyeplabdabajnokság
Az 1935-ös magyar gyeplabdabajnokság a hetedik gyeplabdabajnokság volt. A bajnokságban nyolc csapat indult el, a csapatok két kört játszottak.
A Kéksárga a MAC, a Feketefehér a Magyar HC tartalékcsapata.

## Tabella
| #  | Csapat          | M  | Gy | D | V  | G+ | G- | P  |
| -- | --------------- | -- | -- | - | -- | -- | -- | -- |
| 1. | BBTE            | 14 | 11 | 3 | 0  | 39 | 9  | 25 |
| 2. | Magyar HC       | 14 | 8  | 4 | 2  | 39 | 10 | 20 |
| 3. | Amateur HC      | 14 | 7  | 5 | 2  | 30 | 8  | 19 |
| 4. | Ferencvárosi TC | 14 | 8  | 2 | 4  | 20 | 13 | 18 |
| 5. | MAC             | 14 | 7  | 1 | 6  | 26 | 9  | 13 |
| 6. | Kéksárga        | 14 | 4  | 1 | 9  | 17 | 24 | 9  |
| 7. | Feketefehér     | 14 | 3  | 0 | 11 | 8  | 46 | 6  |
| 8. | Vacuum Oil SC   | 14 | 0  | 0 | 14 | 4  | 64 | 0  |

* M: Mérkőzés Gy: Győzelem D: Döntetlen V: Vereség G+: Ütött gól G-: Kapott gól P: Pont